# ブライアン・ケリー
ブライアン・ケリー（Bryan Jesus Kelly、1981年8月20日 - ）は、アメリカ合衆国のプロレスラー。バージニア州バーク出身。現在はアメリカ合衆国のプロレス団体WWE傘下のFCWにてバイロン・サクストン（Byron Saxton）のリングネームで所属。

## 来歴
プロレスラーになる前はテレビ局で副プロデューサー、リポーターなどをしていた。
2007年、WWEとディペロップメント契約。傘下団体のFCWでデビュー。2008年にリングネームを現在使われているバイロン・サクストンに変更。ブラック・ペイン、ステュー・サンダースのマネージャーになるなど主にアシスタント役となっていた。
2009年、ジム・ロスが病気で自宅療養に入ったため代理として、ECWの解説を務めていたマット・ストライカーがスマックダウンの解説を担当することになったため、サクストンがECWの解説者となりジョシュ・マシューズとコンビを組んだ。
2010年2月に番組終了が発表され、同月16日の収録をもって終了となったためFCWに戻る。12月、NXTのシーズン4にルーキーとして参加。プロはクリス・マスターズ。1月4日のNXTにおいて勝利すれば好きなルーキーと自分のルーキーを交換できるランブル戦が行われドルフ・ジグラーが勝利、サクストンを選んだためジグラーのルーキーとなったが、第4位の成績に終わる。2011年3月、NXTシーズン5に今までNXTに参加し、脱落したレスラーたちが再びNXTの頂点を目指すという名目で参戦することが決定。ヨシ・タツをプロに迎えて挑んだが、2人目の脱落者となった。
2012年、NXTがFCWと統合し、新生NXTへと移行。ロスターから外れ解説者兼クリエイティブ・アシスタントとして活動している。
2015年1月、SmackDown!の解説者になった

## 得意技
- ザ・リコメンデーション

フィニッシャーとして使用。ハーフネルソンからのシットアウト・STO
- ブルドッグ

## 獲得タイトル
- WWE・24/7王座 : 1回
- SCWサウスウエスト・タッグ王座：1回

w / クリス・ネルソン
- USCW世界ヘビー級王座 : 1回

## 入場曲
- A Good Buzz